# Just (песня)
«Just» (с англ. — «Только») — сингл английской альтернативной рок-группы Radiohead, выпущенный в 1995 году. Это седьмой трек в альбоме The Bends 1995 года. Фронтмен Radiohead Том Йорк написал песню о своем нарциссическом друге, который при более близком рассмотрении отражен в образах текста － проводится параллель с ранним треком My Iron Lung EP «Lewis [Mistreated]». Йорк также говорит, что это было чем-то вроде соревнования между ним и Джонни Гринвудом, чтобы увидеть, кто сможет вставить большее количество аккордов в песню. В Великобритании этот сингл был доступен в виде двух компакт-дисков: на первом были разные треки, а обложка альбома второго сингла была перевёрнута.
В 2007 году журнал NME разместил трек «Just» под номером 34 в списке 50 величайших инди-гимнов, выпущенных когда-либо. В 2008 году песня попала в сборник Radiohead: The Best Of .

## Видеоклип
Режиссёром видеоклипа стал Джейми Трейвис, который был лично выбран группой после того, как её участники посмотрели некоторые его экспериментальные короткометражные фильмы. Видео было снято возле вокзала Ливерпуль-стрит в Лондоне; в нём чередуются сцены с участниками группы Radiohead, играющими песню в квартире, со сценами, где мужчина средних лет (его играет Дориан Лоу) ложится на середину тротуара рядом с жилым домом. Люди начинают собираться вокруг мужчины, думая, что с ним что-то случилось; в это время показаны участники группы, которые наблюдают из окна за событиями, происходящими внизу на улице. Между человеком и толпой начинается оживленный разговор (на экране идут субтитры), так как люди хотят знать, что делает человек и почему он там лежит. В субтитрах показано следующее. Человек наконец сдается и говорит: «Да, я скажу вам, я скажу, почему я лежу здесь… но Бог простит меня… и Бог поможет нам всем… потому что вы не знаете, о чём вы спрашиваете меня». Рот человека показан крупным планом, но когда человек наконец-то дает ответ, субтитры исчезают, оставляя открытым для интерпретации зрителя то, что он сказал. Когда камера отодвигается, показана толпа, лежащая точно так же, как тот человек.
Видео доступно на DVD 7 телевизионных рекламных роликов Radiohead и DVD Radiohead: The Best Of .

## Список треков
1. «Just» — 3:54
2. «Planet Telex» (Karma Sunra ремикс) — 5:23 (ремикс U.N.K.L.E.)
3. «Killer Cars» (версия Mogadon) — 3:50 (ремикс Джона Леки)[4]

1. «Just» — 3:54
2. «Bones» (живое выступление) — 3:14
3. «Planet Telex» (живое выступление) — 4:07
4. «Anyone Can Play Guitar» (живое выступление) — 3:40

## Состав группы
- Том Йорк － вокал, электрические и акустические гитары
- Джонни Гринвуд － электрогитара, орган Хаммонда
- Эд О’Брайен － электрогитара
- Колин Гринвуд － бас
- Фил Селуэй － барабаны

## Версия Марка Ронсона
Английский диджей и продюсер Марк Ронсон выпустили кавер-версию песни в феврале 2008 года, это был четвёртый сингл из их второго альбома Version. Песня была выпущена ранее в рамках сборника Exit Music: Songs with Radio Heads (трибьют-альбом Radiohead), но она так и не получила особого продвижения лейблом. Песня быстро попала в эфир «A-List» BBC Radio 1. Версия из сборника Exit Music включала вокал Алекса Гринвальда и бас Сэма Фаррара, оба из группы Phantom Plane, однако выпуск сингла осуществлен всей группой.
Песня была сыграна как продолжение песни «Valerie», которая все ещё была в топ-20 Великобритании после выхода «Just». Песня «Just» достигла # 31 места после выпуска и упала до # 36 места неделю спустя. На песню был снят видеоклип. Режиссёром видеоклипа стал Джим Канти, видео было продолжением раннего видео Radiohead и данью уважения к нему.

### Другое использование
Вскоре после выхода песни на канале MTV была использована гитарная мелодия из неё в качестве фоновой музыки в рекламных роликах, где были перечислены спонсоры конкретного шоу.

### Список треков
| № | Название | Длительность |
| - | -------- | ------------ |

### CD 188697271202/ скачать
1. «Just (радио-версия)» — 3:51
2. «Valerie (SugaRush Beat Company ремикс)» — 3:45

### CD 288697272032/ скачать
1. «Just (радио-версия) — 3:15»[5]
2. «Just (DJ Premier's Justremixitmix) (с участием Blaq Poet)» — 3:57
3. «Just (The Go! Team ремикс)» — 2:31
4. «Just (The Loving Hand ремикс)» — 6:12
5. «Just (DJ Premier's Justremixitmix) (с участием Blaq Poet) (инструментальная версия)» — 3:57
6. «Just (The Loving Hand ремикс) (инструментальная версия)» — 6:12

### 10 "грампластинка88697271211
1. «Just (радио-версия)»
2. «Just (DJ Premier's Justremixitmix) (с участием Blaq Poet)»
3. «Just (The Loving Hand ремикс)»
4. «Just (The Go! Team ремикс)»

### Чарты
| Чарт (2006)                        | Лучшая позиция |
| ---------------------------------- | -------------- |
| Scotland (Official Charts Company) | 36             |
| Великобритания (OCC UK Singles)    | 48             |

Переиздание с участием Phantom Planet
| Чарт (2008)                     | Лучшая позиция |
| ------------------------------- | -------------- |
| Шотландия (OCC Scotland)        | 23             |
| Великобритания (OCC UK Singles) | 31             |